# 서지석
서지석(徐芝釋, 1981년 9월 9일 ~ )은 대한민국의 배우이다.

## 학력
- 한강중학교
- 경복고등학교
- 서울예술대학 영화과

## 경력
- 2010년 11월 : QQ 서포터즈

## 연기 활동

### 드라마
| 연도 | 방송사 | 제목                               | 배역                        | 비고                   |
| ---- | ------ | ---------------------------------- | --------------------------- | ---------------------- |
| 2001 | KBS2   | KBS 드라마시티 - 사랑하라 희망없이 |                             |                        |
| 2002 | KBS2   | 내사랑 누굴까                      |                             |                        |
| 2004 | MBC    | 아일랜드                           | 한시민                      |                        |
| 2006 | KBS2   | 미스터 굿바이                      | 최영인 전 애인              |                        |
| 2006 | KBS1   | 일일드라마 열아홉 순정             | 박윤후                      |                        |
| 2009 | MBC    | 지붕 뚫고 하이킥!                  | 서지석                      | 특별출연               |
| 2010 | SBS    | 산부인과                           | 왕재석                      |                        |
| 2010 | MBC    | 글로리아                           | 이강석                      |                        |
| 2011 | tvN    | 매니                               | 김이한                      |                        |
| 2011 | MBC    | 하이킥! 짧은 다리의 역습           | 윤지석                      |                        |
| 2013 | MBC    | 사랑해서 남주나                    | 은하림                      |                        |
| 2013 | tvN    | 감자별 2013QR3                     | 노송의 친구이며 농구팀 동료 | 특별출연               |
| 2015 | SBS    | 일일드라마 마녀의 성               | 신강현                      |                        |
| 2017 | KBS2   | 일일드라마 이름 없는 여자          | 김무열                      |                        |
| 2019 | TV조선 | 조선생존기                         | 한정록                      | 11-16부작부터 대체투입 |
| 2020 | TV조선 | 어쩌다 가족                        | 김지석                      |                        |
| 2021 | SBS    | 펜트하우스 3                       | 강력계 형사                 | 특별출연               |
| 2024 | KBS2   | 개소리                             | 황빈                        | 특별출연               |

### 영화
| 연도 | 제목                     | 배역   | 비고 |
| ---- | ------------------------ | ------ | ---- |
| 2005 | 활                       | 대학생 |      |
| 2006 | 시간                     | 남자 1 |      |
| 2007 | 울어도 좋습니까?         | 경수   |      |
| 2013 | 그 여자 그 남자의 속사정 | 정수   |      |
| 2013 | 연애의 기술              | 태훈   |      |

### 뮤직비디오
- 2010년 여훈민 - 고마워그리고사랑해

### 기타
- 2018년 MBC 《황금어장 라디오스타》 내 꽃길은 내가 깐다!
- 2018년 MBC 《미스터리 음악쇼 복면가왕》 - 이거 그린라이트인가요? 마스크맨! (참가자)
- 2020년 SBS 《진짜 농구, 핸섬타이거즈》
- 2023년 TV조선 《국가가 부른다》 - 스포츠맨 특집 (참가자)

### CF
- 2001년 코카콜라 - 축구경기 보러 간 형제
- 2005년 마인드 브릿지 - 나의 스타일 이정재 편

## 수상 및 후보
| 연도 | 시상식                          | 부문                             | 작품                     | 결과 |
| ---- | ------------------------------- | -------------------------------- | ------------------------ | ---- |
| 2006 | KBS 연기대상                    | 남자 신인상                      | 열아홉 순정              | 수상 |
| 2011 | MBC 방송연예대상                | 코미디/시트콤 부문 남자 우수상   | 하이킥! 짧은 다리의 역습 | 후보 |
| 2012 | 제46회 납세자의 날 모범납세자상 | 대통령 표창                      | 빈칸                     | 수상 |
| 2016 | SBS 연기대상                    | 장편드라마부문 남자 최우수연기상 | 마녀의 성                | 후보 |